# Lotus E22
A Lotus E22 foi um carro de Fórmula 1 projetado pela Lotus para competir na Temporada de Fórmula 1 de 2014. O carro foi pilotado por Romain Grosjean e Pastor Maldonado, que substituiu Kimi Raikkonen, de saída para voltar à Ferrari. O carro usava um motor V6 Turbo, produzido pela Renault Sport, dentro das regulamentações da categoria.

## Pré-temporada
O carro não foi projetado a tempo para os primeiros testes de pré-temporada, no Circuito Permanente de Jerez, mas da mesma maneira, a equipe divulgou fotos do monoposto uma semana antes. O carro tem um bico assimétrico, dividido em 2, parecido com o usado no Audi R15 TDI Plus.
Nas 4 primeiras corridas, os resultados foram desastrosos. Apenas na quinta corrida da temporada, o GP da Espanha, Romain Grosjean se qualificou em um impressionante 5º lugar e terminou na 8º posição.